# Culbone
Culbone, zwana również Kilner – wieś w Anglii w hrabstwie Somerset, położona na zachód od Porlock na terenie Parku Narodowego Exmoor. Wieś składa się z siedmiu domów i kościoła. Na terenie wsi znajduje się kościół Culbone Church, zabytek kl. I, uważany za najmniejszy kościół w Anglii oraz kamień megalityczny z VII w. n.e., prawdopodobnie przywleczony na to miejsce. Wieś była wzmiankowana w Domesday Book pod nazwą Kytenore.